# Vamdrup Kommune
| Strukturdaten     | Strukturdaten   |
| ----------------- | --------------- |
| Fläche            | 101,55 km²      |
| Einwohner         | 7.566 (2006)    |
| Verwaltungssitz   | Vamdrup         |
| Kommune seit 2007 | Kolding Kommune |

Vamdrup Kommune war bis Dezember 2006 eine dänische Kommune im damaligen Vejle Amt im Osten von Jütland. Seit Januar 2007 ist sie zusammen mit der “alten” Kolding Kommune, der Lunderskov Kommune, der Christiansfeld Kommune (ohne die drei südlichsten Kirchspiele) und dem Kirchspiel Vester Nebel der ehemaligen Egtved Kommune Teil der neuen Kolding Kommune.
Vamdrup Kommune entstand im Zuge der dänischen Verwaltungsreform von 1970 und umfasste folgende Sogn:
- Hjarup Sogn
- Vamdrup Sogn
- Ødis Sogn